# Chris Banjo
Ayokunmi Christopher Oluwaseun Banjo (* 26. Februar 1990 in Houston, Texas) ist ein ehemaliger US-amerikanischer American-Football-Spieler in der National Football League (NFL). Er spielte für die Green Bay Packers, die New Orleans Saints und die Arizona Cardinals als Special Teamer und Safety.

## College
Banjo besuchte die Southern Methodist University und spielte für deren Mannschaft, die Mustangs, erfolgreich College Football, wobei er zwischen 2008 und 2011 insgesamt 321 Tackles setzen und 15 Pässe verhindern konnte. Außerdem gelangen ihm 4 Interceptions.

## NFL

### Jacksonville Jaguars
Banjo fand beim NFL Draft 2012 keine Berücksichtigung und konnte auch danach bei keinem Team unterkommen. Erst 2013 wurde er von den Jacksonville Jaguars als Free Agent verpflichtet. Schon im Juli wurde er aber wieder entlassen.

### Green Bay Packers
Wenige Tage später wurde er von den Green Bay Packers unter Vertrag genommen. In seiner Rookie-Saison kam er in allen Spielen in der Defense zum Einsatz, einmal als Starter. Wesentlich mehr Spielzeit erhielt er allerdings als Special Teamer. Dennoch musste er die nächste Spielzeit vor allem im Practice Squad verbringen und konnte nur in drei Partien auflaufen. 2015 schaffte er es wieder ins Team. Nach seinen guten Leistungen in der Regular Season wurde er in den Play-offs von seinen Kollegen zu einem der Mannschaftskapitäne der Special Teams gewählt. 2016 zog er sich im dritten Spiel einen Muskelfaserriss zu, wurde zunächst auf die Injured Reserve List gesetzt und schließlich entlassen.

### New Orleans Saints
Am 14. November 2016 verpflichteten ihn die New Orleans Saints, um den erkrankten Michael Mauti zu ersetzen. Er wurde nur als Special Teamer eingesetzt. Im März 2017 unterschrieb Banjo bei den Saints einen Zweijahresvertrag in der Höhe von 2,6 Millionen US-Dollar. Vor Beginn der Regular Season 2019 wurde Banjo entlassen.

### Arizona Cardinals
Am 25. September 2019 wurde Banjo von den Arizona Cardinals unter Vertrag genommen. Am 31. August 2021 wurde er im Rahmen der Kaderverkleinerung auf 53 Spieler von den Cardinals entlassen und tags darauf in den Practice Squad aufgenommen, bevor er am 27. Oktober wieder in den aktiven Kader aufgenommen wurde. Am 29. September 2022 nahmen die Cardinals ihn erneut zunächst für ihren Practice Squad unter Vertrag.
An seinem 33. Geburtstag gab Banjo via Twitter sein Karriereende bekannt. Anschließend schloss er sich dem Trainerstab der Denver Broncos an und wurde Assistenzcoach für die Special Teams.